# Oparinskij rajon
L'Oparinskij rajon (in russo Опаринский район?) è un rajon dell'Oblast' di Kirov, nella Russia europea. Istituito nel 1924, il cui capoluogo è Oparino.